# Louise av Danmark (1726–1756)
Louise av Danmark, född 1726, död 1756, var en dansk prinsessa som genom giftermål var hertiginna av Sachsen-Hildburghausen.

## Biografi
Louise var dotter till kung Kristian VI av Danmark och Sofia Magdalena av Brandenburg-Kulmbach. Hon föreslogs som brud till både en brittisk prins och till Adolf Fredrik av Sverige. Hon fick dock barn med en kammarjunkare, och blev mot stor hemgift gift år 1749 med hertig Ernst Fredrik III av Sachsen-Hildburghausen.